# Krömer – Late Night Show
Krömer – Late Night Show war eine Late-Night-Show, die von 2012 bis 2014 vom RBB produziert wurde und im Ersten gesendet wurde. Moderator der Sendung war Kurt Krömer. Am 18. August 2012 wurde die erste Staffel im Ersten nach dem Wort zum Sonntag ausgestrahlt. Krömer – Late Night Show war die Nachfolgesendung von Krömer – Die Internationale Show. Die zweite Staffel lief vom 10. August bis zum 12. Oktober 2013. Vom 9. Oktober 2014 bis 27. November wurde die dritte Staffel ausgestrahlt, welche nur noch 30 Minuten lang war. Am 13. Dezember 2014 gab Kurt Krömer bekannt, sich aus dem Fernsehen zurückzuziehen, um sich auf seine Bühnenprogramme konzentrieren zu können.

## Ablauf
Aufgezeichnet wird die Sendung im Berliner Ensemble. Das Bühnenbild stellt eine billige, alte, heruntergekommene Berliner Wohnung in Neukölln dar.
Neben den Interviews mit Stargästen gibt es verschiedene Einspieler.
Musiker unter den Gästen präsentieren auch eine Vorführung ihrer Werke.
Seit der Verkürzung der Sendezeit zu Beginn der 3. Staffel gibt es im Internet einen 15-minütigen Nachschlag mit dem Titel „Krömer am Ende“.

## Episodenliste
| Nr. ges. | Nr. | Erstausstrahlung   | Gäste                                                          |
| -------- | --- | ------------------ | -------------------------------------------------------------- |
| 1        | 1   | 18. August 2012    | Gregor Gysi, Helge Schneider, Cameo von Dirk Bach              |
| 2        | 2   | 1. September 2012  | Adel Tawil, Peter Heppner, Mohamed Mounir, Cameo von Dirk Bach |
| 3        | 3   | 8. September 2012  | Andreas Schmidt, Ivy Quainoo                                   |
| 4        | 4   | 16. September 2012 | Heinz Strunk, Christine Urspruch, Musik von Get Well Soon      |
| 5        | 5   | 22. September 2012 | Michael Gwisdek, Ernie & Bert, Laing                           |
| 6        | 6   | 6. Oktober 2012    | Serdar Somuncu, Micaela Schäfer                                |
| 7        | 7   | 13. Oktober 2012   | Jorge Gonzalez, Wolfgang Kubicki, Max Herre                    |
| 8        | 8   | 14. Oktober 2012   | Thomas Quasthoff, Anneke Kim Sarnau, Rainald Grebe             |

| Nr. ges. | Nr. | Erstausstrahlung   | Gäste                                                                 |
| -------- | --- | ------------------ | --------------------------------------------------------------------- |
| 9        | 1   | 10. August 2013    | Matthias Matussek, Mary Roos, Ades Zabel, Joja Wendt                  |
| 10       | 2   | 17. August 2013    | Samy Deluxe, die Ludolfs, Musik von Helge Schneider                   |
| 11       | 3   | 31. August 2013    | Katrin Sass, Katharina Saalfrank, Heinz Horrmann, Musik von Pohlmann. |
| 12       | 4   | 7. September 2013  | Julia Scharf, WestBam, Julia Dietze, Musik von Gleis 8                |
| 13       | 5   | 21. September 2013 | Reiner Calmund, Clemens Schick, Musik von The BossHoss                |
| 14       | 6   | 28. September 2013 | Katharina Thalbach, Carolin Kebekus, Musik von Marla Blumenblatt      |
| 15       | 7   | 5. Oktober 2013    | Mark Benecke, Sebastian Fitzek, Musik von Silly                       |
| 16       | 8   | 12. Oktober 2013   | Panagiota Petridou, Rolf Zacher, Henryk M. Broder, Musik von Dagobert |

| Nr. ges. | Nr. | Erstausstrahlung  | Gäste                                                                      |
| -------- | --- | ----------------- | -------------------------------------------------------------------------- |
| 17       | 1   | 9. Oktober 2014   | Klaus Wowereit, Olaf Schubert, Micky Beisenherz, Musik von Juli            |
| 18       | 2   | 16. Oktober 2014  | Hans Sigl, Musik von Mando Diao                                            |
| 19       | 3   | 23. Oktober 2014  | Christine Theiss, Nikeata Thompson, Lexy Hell, Musik von Andreas Bourani   |
| 20       | 4   | 30. Oktober 2014  | Wilson Gonzalez Ochsenknecht, Oliver Knott, Musik von OK Kid               |
| 21       | 5   | 6. November 2014  | Roberto Blanco, Scooter, Musik von Scooter                                 |
| 22       | 6   | 14. November 2014 | Motsi Mabuse, Marteria, Musik von Milow                                    |
| 23       | 7   | 20. November 2014 | Cosma Shiva Hagen, Steve Blame, Nilz Bokelberg, Musik von Georg auf Lieder |
| 24       | 8   | 27. November 2014 | Karel Gott, Wolfgang Rademann, Musik von Karel Gott                        |

## Kritik
Positiv zur ersten Staffel äußerte der Stern nach dem Start der ersten Episode der Show im August 2012:
Keine Ahnung, ob Krömer diesen Mittelfinger gegen die News-Hysterie, seine Angstlosigkeit vor der Medienmaschine, die Entspannung anstatt der Schnappatmung angesichts der Tatsache, dass unser aller Leben irgendwann enden wird, acht Sendungen durchhalten kann. Aber man wird ja wohl noch hoffen dürfen.
Im Juli 2013, zu Beginn der zweiten Staffel, war Matthias Matussek im Rahmen der Aufzeichnung einer neuen Folge der Show bei Krömer zu Gast. Matussek wurde von Krömer „um es zurückhaltend zu sagen, hart angegangen“ (Frankfurter Allgemeine Zeitung); er versuchte, mittels Antrag auf eine einstweilige Verfügung beim Landgericht Hamburg die Ausstrahlung aufgrund Verletzung seiner Persönlichkeitsrechte zu unterbinden. Der Antrag scheiterte und die Sendung wurde unzensiert ausgestrahlt. Im selben Artikel bemängelte allerdings die FAZ: „Kurt Krömer, vor einigen Jahren noch als neue Wunderwaffenhoffnung des untergehenden Flimmerreichs gehandelt (Grimme-Preis), hat sich eingerichtet in der öden Rotzbengelrolle, und man wundert sich, warum überhaupt noch jemand sich dafür hergibt, derart vorhersehbar angelümmelt zu werden. […] Dieser Blick hat eine Kraft, gegen die man sich nicht wehren kann, denn - es ist unser Blick, der Blick von achtzig Millionen, die sich fragen, wie man bitte für so etwas Geld (unser Geld) ausgeben kann.“